# ارمرسهاوزن
ارمرسهاوزن (به آلمانی: Ermershausen) یک شهر در آلمان است که در Haßberge واقع شده‌است.